# Хад
Хад означава два појма – подземни свет у коме бораве мртви и бога подземног света. У ствари, првобитно Хад је било само име бога, али временом добио је и друго значење, подземни свет.
Хад је такође познат као Плутон или Орко у римској митологији, Аита у етрурској митологији, а у хришћанству каткад означава место на које иду душе оних који су згрешили.

## Хад, подземни свет
Хад, подземни свет се састоји из неколико делова од којих су највећи Тартар (нешто као хришћански пакао) и Јелисејска поља (хришћански рај). Ова подела се не може посматрати као стриктна јер Грци нису много мислили о животу после смрти, па тако се нису много удубљивали у питање на којем месту ће живети у подземном свету. У подземном свету се налазе и Баште Хесперида, које се често идентификују са Острвима благословених из ирске митологије.
Покојници улазе у подземни свет прелазећи реку Ахерон. Преко реке их превози Харон, који чува обол - мали новчић који омогућује пролаз. Новчић стављају испод језика покојника његови рођаци или пријатељи и када он дође у подземни свет, он тај новчић даје Херону. Зато сиромашни и они без пријатеља остају заувек на обали јер немају новчић за превоз. Другу страну обале чува Кербер, троглави пас-звер. Када прођу поред њега, душама мртвих се суди и на тај начин одређује како ће и где боравити у подземном свету. Поред Ахерона - реке бола, постоји још неколико река у Хаду.
Први део Хада садржи поља Асфодел, где сенке хероја лутају утучено међу мањим душама, које пиште око њих као шишмиши. Само проливање крви њима у част може да врати код њих осећаје које има жив човек (као вампири у другим митологијама).
Иза поља се налази Ереб, тама и ужас Хада. Ту се налазе две баре. Једна бара потиче од реке Лете и обичне душе у тој бари плутају да би им се избрисало све сећање. Друга бара је бара Мнемозине и душе из ове баре пију воду. У дворишту испред Хадове палате седе три судије: Минос, Радамант и Еак. Ту се суди душама мртвих и оне се враћају у поља Асфодел ако нису ни много добре, ни много зле, шаљу у Тартар ако душе припадају безбожницима и злим људима или одлазе у Јелисејска поља ако су хероји или благословени.

## Реке Хада
Све реке у Хаду:
- Ахерон - река бола
- Кокитус - река јадиковања
- Флегетон - река ватре
- Стикс - река мржње
- Еридан - река хладноће
- Мнемосина - река сећања
- Лета - река заборава

## Хад, бог подземног света
Хад, грчки бог подземног света био је син Титана Хроноса и Рее. Он има три старије сестре, Хестију, Деметру и Херу и два млађа брата, Посејдона и Зевса. 
Зевс, кога отац није појео, натерао је Хроноса да поврати своју децу, односно Зевсову браћу и сестре. Браћа и сестре су се удружили у рату против Титана. Зевс, Посејдон и Хад су добили оружје од три Киклопа, који су им помагали у току рата. Зевс је добио муњу, Посејдон трозубац, а Хад шлем који га чини невидљивим. Током ноћи, пре прве битке, Хад, користећи свој шлем, ушуњао се међу Титане и уништио им оружје. Рат је трајао десет година и завршио се победом млађих богова. Након победе, браћа су поделила земљу на три дела и свак је владао у свом. Зевс је бог неба, Посејдон је бог мора, а Хад је добио подземни свет, невидљив свет у који иду душе мртвих.
Смртници су Хада најмање волели од свих богова. Он је забранио да ико напушта његов регион и веома је био љут када би се то десило. Хад је био окрутан и немилостив, свиреп у рату, али био је праведан и није био зао бог. Био је морбидног карактера и зато није био омиљен међу боговима, а како је управљао подземним светом, већина смртника га је мешала са смрћу и бојала га се. То је грешка јер смрт доноси Танатос, а не Хад.
Када су се смртници молили Хаду, они су челом и рукама додиривали земљу да би били сигурни да их је чуо. Жртвоване су му црне животиње, на пример црна овца, а међу данашњим аналитичарима антике постоји убеђење да су му жртвовани и људи. Крв жртве би се сипала у дубоку јаму да би она стигла до њега, а онај који би ту крв сипао морао је да окрене главу на другу страну. Фестивал, који се сваких сто година држао у његову част, звао се Световне игре. 
Његово оружје била је двокрака виљушка, којом је он уништавао све што би му се нашло на путу или што није волео. Поред овога, поседовао је и штап са којим је могао да пребаци духове мртвих у свет живих. Хад се возио тамним кочијама које су вукли црни коњи.
Хад је дозволио да посете њега и подземни свет и да се врате у свет живих Хераклу, Орфеју, Тезеју, Енеју и Одисеју. Никоме од њих није било пријатно у мрачном царству. О страхоти тог света говори и Ахил, када се обраћа Одисеју кога је срео у подземном свету:
Не мораш ми говорити о страхоти света мртвих. Радије бих био слуга, него што бих био господар подземног света.— Хомер, Одисеја

### Персефона
Краљица подземног света, Хадова супруга, била је ћерка Зевса и Деметре, Персефона. Она није својевољно пошла за Хада, него је отета док је брала пољско цвеће. Хад ју је много волео и није желео да је пусти из подземног света. Преварио је Персефону тако што јој је дао да поједе шест семена нара, па она није могла да побегне из подземног света чак ни са Зевсовом помоћи. Деметри је страшно недостајала ћерка и како није била уз њу, она је проклела земљу и настала је велика глад. Персефона је знала за очај своје мајке, па је молила Хада да је пусти у свет живих уз обећање да ће сваке године са њим провести шест месеци, сваки месец за по једно семе нара које је појела. Хад је то допустио и сваке године је по истеку шест месеци возио Персефону у својим тамним кочијама натраг у свет таме. Деметра би тада проклела земљу, те шест месеци ништа није рађало.

### ОрфејиЕуридика
Хад је показао милост само једном: дозволио је Орфеју, чија га је дивна музика очарала, да са собом из света мртвих поведе своју жену Еуридику. Док су ишли ка свету живих нису смели да се окрећу назад, али Еуридика је тако тихо ходала да је Орфеј помислио да се изгубила и окренуо се. У том тренутку Еуридика се вратила у свет мрвих.

### Минто иЛеус
Иако је много волео Персефону, Хад је имао, као и Зевс, љубавне афере. Персефона је била љубоморна, па је тако казнила нимфу Минто претворивши је у биљку минт, а нимфу Леус је претворила у тополу.

### ТезејиПерифој
Тезеј и Перифој су желели да ожене ћерке Зевса. Тезеј је желео Хелену Тројанску и заједно су је киднаповали и дали Тезејовој мајци Ефри на чување док не порасте за удају. Перифој је желео Персефону, па су зато отишли у Хадово царство да је киднапују. Хад се претварао да им жели добродошлицу и поставио им дивну гозбу. Чим су сели за гозбу змије су се обмотале око њихових ногу и тако их заробиле. Тезеја је успео да спаси Херакле.

### Херакле
Један од задатака Хераклових је био да краљу Еуристеју доведе Кербера. Херакле је прво отишао до Елвесина да би скинуо са себе кривицу због убиства Кентаура и да би научио како да жив се врати из подземног царства. Хад је улаз у подземно царство нашао у мрачној провалији код Танара. Хераклу су помагали Атина и Хермес. Хад се сложио да Херакле одведе Кербера, али није смео да му науди. Херакле је једва савладао Кербера у подземном свету, али се пас плашио светлости дана, па у свету живих Херакле није имао велике потешкоће. Еуристеј се веома уплашио пса и наложио је Хераклу да га врати у подземно царство.

### Име уримској митологији
- Дис
- Плутон